# Stigmella ilicifoliella
Stigmella ilicifoliella là một loài bướm đêm thuộc họ Nepticulidae. It is widespread in Bồ Đào Nha và Tây Ban Nha. In Pháp, it được tìm thấy ở old specimens along the Atlantic coast near Bordeaux và in the Hérault và the Côte d’Azur near Cannes.
Sải cánh dài 6-6.6 mm. Con trưởng thành bay từ tháng 6 đến đầu tháng 9.
Ấu trùng ăn Quercus ilex, Quercus ilex rotundifolia và Quercus suber. Chúng ăn lá nơi chúng làm tổ.